# 2013 في النمسا

## الحكم
- رئيس الجمهورية – هاينز فيشر

## الأحداث
- 21 كانون الثاني – اصطدام قطارين من طراز S-Bahn في فيينا مكتظين بالركاب الصباحيين على امتداد خط أحادي المسار بين Hütteldorf و Penzing في ضواحي فيينا في شرق النمسا, مما أسفر عن إصابة 41 شخصًا, خمسة منهم إصابتهم خطيرة. وكان من بين الجرحى سائق أحد القطارات. كان كلا القطارين يعملان في خدمة Line S45 ، وكان كلا القطارين مكونين من عربات قطار من سلسلة 4024.[1][2][3][4]